# Roche Abbey
Roche Abbey is een ruïne en beschermd monument in Maltby, nabij Rotherham in het graafschap South Yorkshire. De abdij werd in 1147 door de cisterciënzers gesticht en beleefde haar bloeiperiode omstreeks 1175. Hendrik VIII liet de abdij in 1538 ontbinden, waarna ze door de plaatselijke bevolking en door de monniken zelf grotendeels geplunderd werd. De noordelijke en zuidelijke torens van het transept staan nog overeind, alsook stukken van het refectorium en een deel van het huis van de abt. In de 18de eeuw werd het landgoed ingrijpend getransformeerd door de landschapsarchitect Capability Brown, die een kunstmatig meer aanlegde teneinde een geïdealiseerde, romantische idylle te scheppen. In de late Victoriaanse periode, toen de opvattingen over archeologie waren veranderd, werden deze wijzigingen echter ongedaan gemaakt. Roche Abbey wordt beheerd door English Heritage.

## Ligging
Roche Abbey is niet naar een plaats vernoemd. De monniken wijdden de abdij aan Maria en noemden haar Sancta Maria de Rupe, ofwel ‘Sinte Maria van de Rots’, verwijzend naar de stenige omgeving van de vallei waarin ze werd gebouwd. Het bouwwerk ontstond op het kruispunt van twee waterlopen, die de monniken omleidden opdat ze steeds toegang tot vers water zouden hebben. Vanuit het zuidelijke gehuchtje Hooton Levitt groeven ze het beekje Hooton Dike uit; de natuurlijke beek Maltby Dike doorkruist het terrein van west naar oost. De cisterciënzers creëerden een dubbele watervoorziening door van de Maltby Dike een kanaal te maken en de Hooton Dike erin te laten uitmonden. Boven de Maltby Dike bouwden ze het refectorium voor de monniken (dat gescheiden was van dat van de lekenbroeders), met een brugje over het water. De abdij lag afgeschermd door een heuvelflank ten westen en dichte bebossing ten oosten. De vallei die door plaatselijke landeigenaren aan de cisterciënzers geschonken werd, was ongeveer drie kilometer lang.

## Overzicht

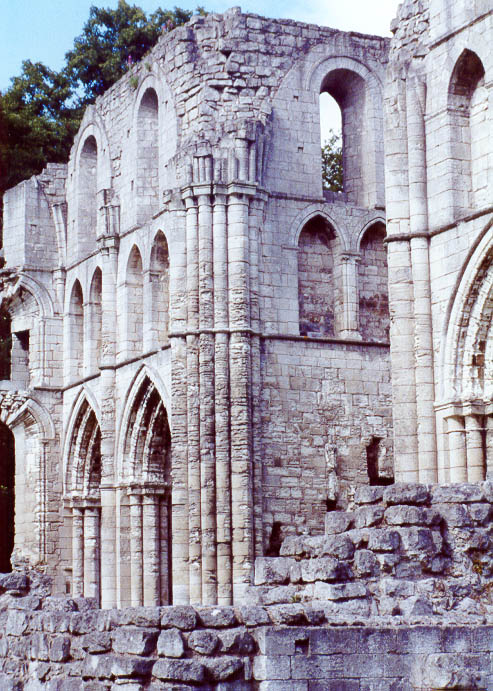
Noordelijk transept

Het hele complex omvatte ongeveer dertig gebouwen. Oorspronkelijk bevond zich een houten constructie op het terrein, die vanaf circa 1170 langzamerhand tot een stenen kerk werd omgebouwd. De kerk, met twee transepten en daartussenin een presbyterium, vormt het westelijke deel van het domein, en van deze torens is het meest bewaard van alle bouwsels. Het zuidelijke transept bezit nog een relatief intact dak van de benedenverdieping met kruisribgewelven, en in het noordelijke transept zijn de fundamenten van de altaren nog aanwezig. Beide transepten bezaten elk twee kapellen. Tot de oudste delen van de abdij behoort eveneens de bibliotheek, die zich aan de zuidwand van het zuidelijke transept bevond. In de noordelijke wand van het presbyterium vallen sporen van een tabernakel aan te treffen, dat mogelijkerwijze de graftombe van Maud Clifford, gravin van Cambridge, bevatte, die tevens kasteeldame van het nabije Conisbrough Castle was en patrones van Roche Abbey. Ten oosten van de transepten en het presbyterium bevond zich het kerkhof van de monniken: vijf graven zijn nog aanwezig.
Van het schip van de kerk blijft weinig over. Het achterste gedeelte bezat vijf bogen en was voor de lekenbroeders bestemd; hun deel van de kerk werd van dat van de monniken gescheiden door een scherm, waarvan het fundament en een zuil nog bewaard zijn. Na het vertrek van de lekenbroeders in de 14de eeuw deed dit stuk van het schip dienst als begraafplaats voor wereldlijke begunstigers van de abdij; er werd een extra kapelletje voor dodenmissen gebouwd en in het gras vallen nog vier grafstenen te bespeuren.
Ten zuiden van het zuidelijke transept van de kerk, en ervan gescheiden door de bibliotheek, stond de kapittelzaal, waarin zich nog de restanten van twee zuilen bevinden. Tijdens de opheffing van het klooster werd het interieur van de zaal algeheel verwijderd; ook van eventuele graven van abten, die traditioneel in de kapittelzaal begraven werden, zijn geen sporen meer aangetroffen. Direct naast de kapittelzaal bevond zich de spreekkamer (parlour), waar monniken met elkander mochten praten.

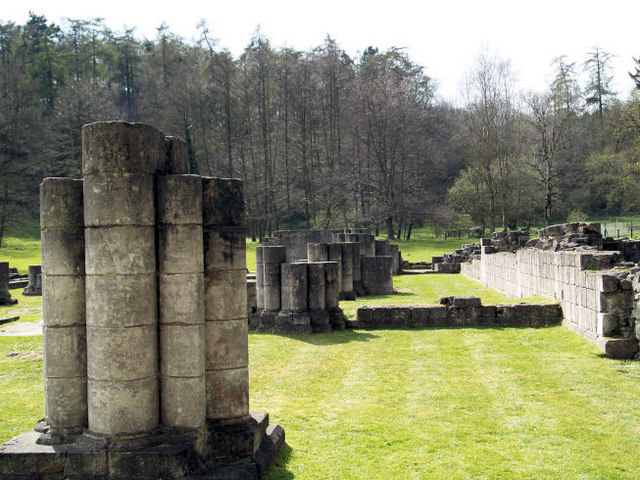
Restanten van het schip

De kapittelzaal werd tussen 1180 en 1200 opgetrokken, tezamen met de rest van de kloostergebouwen, die zich om een vierkant plein concentreerden. De gangen om dit plein waren overdekt, en bij opgravingswerkzaamheden zijn rijkelijk versierde decoraties van zuilen aan het licht gekomen. Net zoals in de kerk werden ook de kloostergebouwen opgesplitst tussen een deel voor de monniken en een voor de lekenbroeders, waarbij de monniken zich aan de noordelijke en oostelijke zijde ophielden. De dagkamer van de monniken werd gedeeltelijk over de Maltby Dike gebouwd, die hier overdekt was met de latrines (de reredorter), zodat uitwerpselen rechtstreeks weggespoeld werden. In de dagkamer bevond zich het scriptorium waarin de monniken manuscripten kopieerden; op de bovenverdieping van het gebouw, waarvan niets meer bewaard is, was hun slaapzaal of dormitorium.
De lekenbroeders hadden hun eigen refectorium ten zuidoosten van het kloosterplein, met daarboven hun eigen slaapzaal. Monniken en lekenbroeders hadden hun eigen, afzonderlijke nachttrappen die naar de kerk leidden om nachtelijke diensten bij te gaan wonen. De keuken van het complex stond aan de beek en had twee in- of uitgangen: een aan de zijde van de lekenbroederrefter en een aan de zijde van de monnikenrefter. Deze keuken werd in de vroege jaren 1170 gebouwd, opdat monniken de maaltijden konden bereiden zonder het klooster te hoeven verlaten. De eetzaal van de monniken heeft nog sporen van een baldakijn waarop tijdens de maaltijd werd voorgelezen. Ook twee ondiepe lavatoria ten westen van de keuken zijn bewaard, met gaten waarin zich ooit loden buizen bevonden. In dezelfde periode werd tussen de dagkamer en het lavatorium een verwarmingskamer gebouwd, waarin de monniken hun pijen konden drogen en zich lieten scheren. De nog gedeeltelijk bewaarde haarden in deze kamer zijn uit hergebruikte dakpannen vervaardigd.
Aan de overkant van de Maltby Dike bevond zich aanvankelijk het hospitaal voor de lekenbroeders; dat van de monniken bevond zich achter de kapittelzaal, maar is nagenoeg spoorloos verdwenen. Naarmate in de loop van de 14de eeuw het aantal lekenbroeders drastisch werd teruggeschroefd, werd de overkant van de beek volgebouwd met vertrekken die ten dele voor de abt bestemd waren, ten dele voor bezoekers. De ziekenzaal voor lekenbroeders werd omgebouwd tot een huis voor gasten. Het huis van de abt stond aan de zuidoostelijke rand van het terrein en stamt uit de vroege 13de eeuw; er is nog een stuk van een deuropening met een trap bewaard. Het huis telde twee verdiepingen en stond in verbinding met de slaapzaal van de monniken aan de overkant van de beek, aangezien de regels van de cisterciënzerorde vergden dat de abt in dezelfde ruimte als zijn monniken sliep.

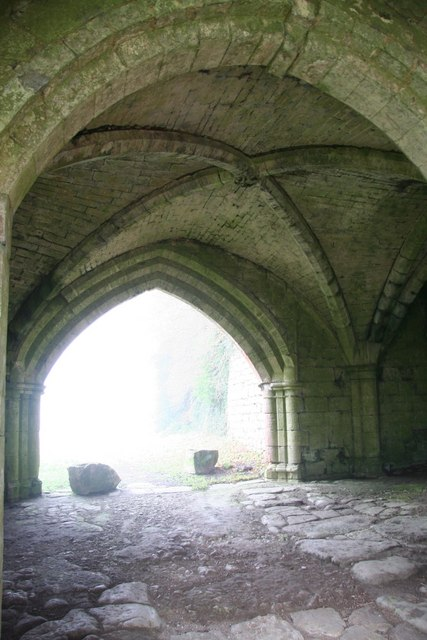
Binnen in het poorthuis

Over de Hooton Dike werd in de late 14de eeuw een hal gebouwd, waarin de abt belangrijke gasten kon ontvangen. Ten oosten hiervan, in de richting van het hospitaal van de gewezen lekenbroeders, werden een keuken en een bakkerij gebouwd.
In de eerste helft van de 14de eeuw werd ten noordwesten van de abdij met de bouw van een poorthuis begonnen; later in de eeuw werd hieraan een bovenverdieping toegevoegd, die verdwenen is. Gelijkvloers zijn een portiek en een inkomhal bewaard, beide met kruisribgewelven. Vanuit het portiek werden reizigers binnengelaten die een onderkomen voor de nacht zochten en tevens werd hier eten aan de behoeftigen verstrekt. Op de bovenverdieping van het poorthuis bevond zich waarschijnlijk een wereldlijke rechtbank. Het poorthuis vormt heden ten dage de grens van de archeologische site, waarachter het bezoekerscentrum staat. Dit is ondergebracht in een kleine villa die in de late 18de eeuw in opdracht van Richard Lumley-Saunderson, 4de earl van Scarbrough, werd gebouwd, de toenmalige eigenaar van het terrein. Hij was de man die Capability Brown inhuurde om het domein in een idyllisch landschap te veranderen; de villa werd met stenen van de ruïne gebouwd en deed dienst voor banketten.

## Geschiedenis

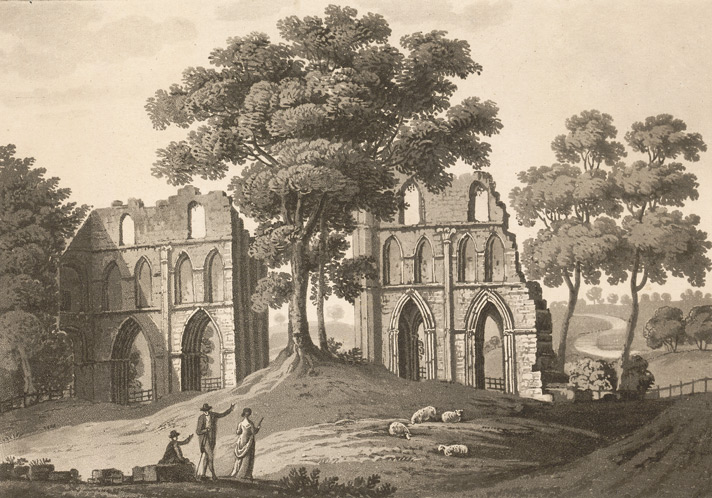
De abdij in 1807

De archieven van Roche Abbey zijn verloren gegaan. De stichtingsoorkonde is gedateerd op 30 augustus 1147 en vermeldt twee plaatselijke edellieden als schenkers van het landgoed: Richard de Bully, die heer van Maltby was, en een zekere Richard, zoon van Turgis. De eerste bewoners waren 12 monniken en ongeveer 20 lekenbroeders uit de Abdij van Newminster in Northumberland. In de vroege periode verwierven enkele abten bijkomende landerijen in de omgeving om schapen te laten grazen, paarden te fokken en uithoven te bouwen, onder meer in het hedendaagse Nottinghamshire en Lincolnshire. Drie vroege abten die bij naam bekend zijn, waren Dionysus, Hugh de Wadsworth en Osmund. Met de inkomsten uit hun landerijen financierden ze de ontginning van grote hoeveelheden kalksteen. De bouwwerken werden in een Frans geïnspireerde stijl opgetrokken en anno 1186 werden de rechten van de monniken van Roche officieel bekrachtigd door Paus Urbanus III. Tijdens de hoogtijdagen van Roche Abbey circa 1175 verbleven hier ongeveer 50 monniken en 100 lekenbroeders.
In 1241 liet Idonea de Vipont haar landgoed Sandbeck na aan de abdij; zij was de erfgename van een der oorspronkelijke stichters, en een van de graven ten noorden van het transept is mogelijk het hare. Ook deze donatie werd pauselijk bekrachtigd. Vanaf medio 13de eeuw liep het aantal lekenbroeders onder de cisterciënzers terug, ten dele door toedoen van concurrentie door andere orden, maar ook door grootschalige vee- en schapensterfte wegens diverse ziekten (wat in middeleeuws Engeland murrain werd genoemd). Volgens Fergusson en Harrison (2013:31) kan aangenomen worden dat de abdij vóór de grootschalige dierensterfte ongeveer 5000 schapen bezat.
In de laatste anderhalve eeuw van het bestaan van de abdij is klaarblijkelijk weinig noemenswaardigs gebeurd, of althans is uit deze periode weinig overgeleverd. De Zwarte Dood sloeg in de jaren 1340 toe en maakte eveneens onder de monniken slachtoffers. Omstreeks 1380 was het aantal monniken tot vijftien geslonken en bleef er nog één lekenbroeder over.
De laatste abt van Roche Abbey was Henry Cundal. De opheffingsakte werd op 23 juni 1538 ondertekend, en de ontmanteling van de abdij werd later beschreven door Michael Sherbrook, die deze als kind had meegemaakt en die, jaren nadien, nogmaals het relaas bij monde van zijn ouders had vernomen. De monniken wisten dat Hendrik VIII milder optrad indien abdijen zich vrijwillig overgaven; reeds twee jaar voordien was een inventaris opgemaakt door twee van zijn beruchtste gezanten, Richard Layton en Thomas Legh, die het kostbare lood uit de daken lieten omsmelten. De monniken bereidden zich voor op de opheffing en begonnen zelf de abdij te demonteren; echter, een plaatselijke meute plunderde het complex en stal alles wat van waarde was. Hierbij werden de kerkschatten verwijderd, altaren en kapellen gesloopt en graven vernield. Ook de manuscripten van de abdij werden vrijwel allemaal vernietigd. Na de ontbinding van Roche Abbey werd de monniken door de koning een bescheiden pensioen toegekend.
In 1627 waren de ruïnes van Roche Abbey eigendom van Robert Saunderson, zoon van de burggraaf van Castleton uit de Ierse adel; ongeveer honderd jaar later, toen deze titel uitstierf, ging het landgoed over op de vermaagschapte earls van Scarbrough. Er bestaat een tekening van Roche Abbey uit 1725, waarop de kerktorens nog drie verdiepingen tellen.

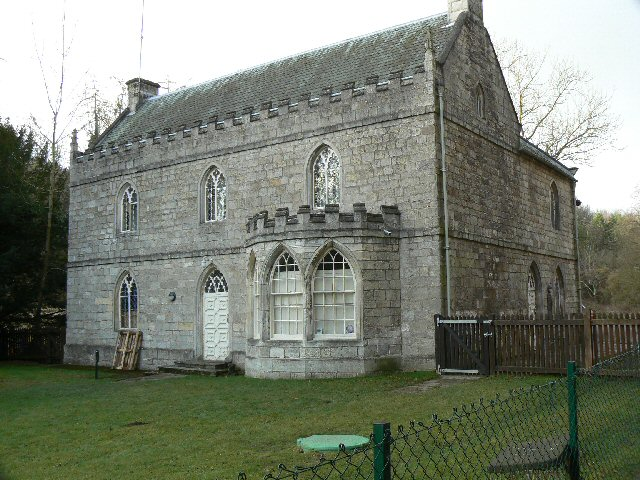
De 18de-eeuwse bankethal

De vierde Lord Scarbrough gaf anno 1774 aan Lancelot Brown, bijgenaamd Capability, de opdracht om de ruïnes tot een poëtisch landschap te transformeren. Brown creëerde een waterval door het dichtstbijzijnde meertje Laughton Pond te manipuleren en schiep een kunstmatige vijver boven de zuidelijke gedeelten van de bouwsels, waarin zich vier eilandjes bevonden. Om het contrast tussen ‘natuur’ en ‘kunst’ te accentueren, plantte hij bomen aan langs het huis van de abt en legde hij aan de westkant van het terrein de naakte rotsen bloot. Aan de oostelijke zijde creëerde hij scherpe contrasten door middel van kleine stukjes weiland die door struikgewas waren ingesloten. Dit alles bood de gasten van de earl een spectaculair uitzicht vanuit de speciaal opgetrokken bankethal.
In de 19de eeuw verschoof de visie op geschiedenis; in plaats van filosofische statements kwam de klemtoon op het streven naar historische accuratesse te liggen. Circa 1850 besloot de 9de earl van Scarbrough, opgravingen te laten uitvoeren en het abdijterrein zo mogelijk weer in zijn oorspronkelijke staat te herstellen. De ingrepen van Brown werden thans als ‘desastreus knoeiwerk’ beschouwd, aldus tenminste de plaatselijke antiquair James Aveling, die hier als eerste archeologische opgravingen verrichtte. Het bleek dat onder het oppervlak een grote hoeveelheid puin zat uit de periode waarin de abdij gesloopt werd. Avelings publicatie The History of Roche Abbey from its Foundation to its Dissolution uit 1870 was Groot-Brittanniës eerste monografie over een geruïneerde abdij.
Vanaf de jaren tachtig van de 19e eeuw werd de site voor het publiek opengesteld. Er was brede interesse voor Roche Abbey ontstaan, en de 10de earl van Scarborough ging verder met het uitgraven van de locatie; hiervan zijn foto’s overgeleverd. Geleidelijk aan werden de ruïnes een toeristische attractie. Gedurende de 20ste eeuw gold het aanvankelijk als opvallend dat de muren van de abdij allemaal zo gelijkmatig waren, hetgeen voor abdijen in Noord-Engeland niet gebruikelijk was; meestal waren dergelijke bouwwerken in het noorden des lands met een onregelmatige hoogte behept. Volgens de huidige inzichten komt dit echter doordat Capability Brown de overblijfselen eind 18de eeuw opzettelijk genivelleerd heeft.

## Opening voor het publiek
Roche Abbey is het gehele jaar door toegankelijk, tegen betaling.